# چیپ فیلدز
چیپ فیلدز (انگلیسی: Chip Fields؛ زادهٔ ۵ اوت ۱۹۵۱) بازیگر، بازیگر تئاتر، بازیگر تلویزیون، و بازیگر سینما اهل ایالات متحده آمریکا است. وی از سال ۱۹۷۴ میلادی تاکنون مشغول فعالیت بوده‌است.
از فیلم‌ها یا برنامه‌های تلویزیونی که وی در آن نقش داشته‌است می‌توان به مرد عنکبوتی شگفت‌انگیز اشاره کرد.